# Seoun-myeon
Seoun-myeon (koreanska: 서운면) är en socken i stadskommunen Anseong i provinsen Gyeonggi i den centrala delen av Sydkorea, 75 km söder om huvudstaden Seoul.